# Iceland
Iceland je britský obchodní řetězec, který se specializuje na mražené potraviny (často i mražená hotová jídla) a sídlí ve městě Deeside ve Walesu. Tvoří 2,2 % britského trhu s potravinami. Kromě Velké Británie působí i v mnoha dalších zemích, jako je Island, Španělsko, Irsko, Portugalsko, Venezuela, Norsko, Malta, Angola nebo Švýcarsko.

## Historie
První Iceland otevřel Sir Malcolm Conrad Walker se svým obchodním partnerem Peterem Hinchcliffem v anglickém městě Oswestry (hrabství Shropshire). Název Iceland vymyslela Walkerova manželka. Postupně byly otevřeny další pobočky v severním Walesu a severozápadní Anglii. První mrazírenské centrum bylo otevřeno u města Rhyl. Později se firma rozrostla po celém Spojeném království a v roce 1996 expandovala do Irska. V roce 2001 se stal generálním ředitelem společnosti Bill Grimsey a Walker společnost opustil. Hned následující rok se společnost přejmenovala na The Big Food Group, ale nijak zvlášť úspěšná nebyla, tržby totiž začaly klesat. Roku 2005 se Walker opět vrátil do společnosti.

## Iceland v Česku
Iceland měl v Česku v březnu 2022 10 poboček, z toho 7 v Praze, 1 v Říčanech, 1 v Hostivici a 1 v Pardubicích. Začátkem dubna 2022, konkrétně 3. 4. zavřela společnost Iceland v Praze v OC Luka, s tím, že zákazníci mohou stále objednávat na eshopu. Během měsíce dubna však došlo k uzavření dalších prodejen, např. Icelandu v Praze Štěrboholech nebo Icelandu v Hostivici. Koncem dubna fungovalo pouze 2 z 11 dřívějších prodejen. Ke konci dubna byl také ukončen provoz eshopu, na který ze začátku odkazovaly uzavřené prodejny. Řetezec také přestal vydávat reklamní letáky, s tím, že poslední leták tohoto obchodu byl do 15. 4. 2022. Došlo také k utlumení sociálních sítí. Do prodejen které zůstaly otevřeny, přestalo být dodáváno jakékoliv zboží. Nejenom mezi zaměstnanci se začalo spekulovat o tom, že se něco děje a že firma nejspíš končí v ČR. Vedeni společnosti však na jakékoliv otázky odmítlo reagovat. Serveru aktuálně se následně podařilo sehnat vyjádření marketingového manažera Iceland ČR, který potvrdil konec eshopu a uzavření některých prodejen s tím, že se jedná o určitou změnu obchodní strategie a že způsob jakým to fungovalo, nebyl příliš efektivní. Zbylé prodejny zatím zůstaly otevřeny s tím, že zboží nadále nebylo dováženo a prodejny nabízely vesměs už jen české zboží. Na pozadí však začaly prosakovat informace, že je společnost zadlužená. A to se později potvrdilo. Dne 8 .5. 2022 podal provozovatel české pobočky ICL Czech as návrh na insolvenci ICL Czech má nesplacené pohledávky u 135 věřitelů, kterým celkově dluží přibližně 38,4 milionu korun, uvádí insolvenční návrh. Závazky má firma například u České správy sociálního zabezpečení, Finančního úřadu hlavního města Prahy nebo ČSOB. Jako důvod podání insolvenčního řízení udává řetězec Brexit (vystoupení Velké Británie z EU), a také následky pandemie COVID 19. Tímto, tedy oficiálně společnost končí. Iceland tím uzavírá vice než 10letou historii, v ČR se první zmínky o tomto řetězci začaly objevovat kolem roku 2011.